# La Raza de Monterrey (2007-2010)
Pour les articles homonymes, voir La Raza de Monterrey.
Maillots
La Raza de Monterrey (en anglais : Monterrey La Raza) était une équipe professionnelle de football en salle, basée à Monterrey dans le Nuevo León au Mexique. Créée en 2007, elle a évolué dans la Major Indoor Soccer League et a été dissoute en 2010.

## Palmarès
- Champion MISL (0): Néant
- Titres de division (0): Néant

## Saison par saison
| Année   | Ligue             | Saison rég.         | Playoffs                    | Affluence moyenne |
| ------- | ----------------- | ------------------- | --------------------------- | ----------------- |
| 2007-08 | MISL II           | 4e MISL, 16–14      | Défaite en finale, 8–13     | 9,980             |
| 2008–09 | NISL              | 3e NISL, 10–8       | Défaite en demi-finale, 1–2 | 5,490             |
| 2008–09 | PASL Copa América | 1er East Group, 5–0 | Vainqueur, 1–0              | 3,820             |
| 2009–10 | MISL III          | 3e MISL, 10–10      | Vainqueur, 12–6             | 3,881             |

## Entraîneurs
- Erich Geyer (2007-2010)